# Verbandsgemeinde Lingenfeld
Die Verbandsgemeinde Lingenfeld ist eine Gebietskörperschaft im Landkreis Germersheim in Rheinland-Pfalz. Der Verbandsgemeinde gehören sechs Ortsgemeinden an, der Verwaltungssitz ist in Lingenfeld. Die Verbandsgemeinde entstand bei der Verwaltungsreform im Jahre 1972 und liegt in der Südpfalz.

## Verbandsangehörige Gemeinden
| Ortsgemeinde                | Fläche (km²) | Einwohner |
| --------------------------- | ------------ | --------- |
| Freisbach                   | 4,98         | 1.168     |
| Lingenfeld                  | 15,26        | 5.894     |
| Lustadt                     | 23,51        | 3.385     |
| Schwegenheim                | 12,27        | 3.192     |
| Weingarten (Pfalz)          | 6,67         | 1.911     |
| Westheim (Pfalz)            | 7,12         | 1.742     |
| Verbandsgemeinde Lingenfeld | 69,81        | 17.292    |

(Einwohner am 31. Dezember 2023)

## Bevölkerungsentwicklung
Die Entwicklung der Einwohnerzahl bezogen auf das Gebiet der heutigen Verbandsgemeinde Lingenfeld; die Werte von 1871 bis 1987 beruhen auf Volkszählungen:
| Jahr | Einwohner |
| 1815 | 6.398     |
| 1835 | 7.273     |
| 1871 | 7.759     |
| 1905 | 7.589     |
| 1939 | 8.748     |
| 1950 | 9.909     |

| Jahr | Einwohner |
| 1961 | 11.088    |
| 1970 | 11.765    |
| 1987 | 12.581    |
| 1997 | 15.170    |
| 2005 | 15.995    |
| 2023 | 17.292    |

## Politik

### Verbandsgemeinderat
Der Verbandsgemeinderat Lingenfeld besteht aus 32 ehrenamtlichen Ratsmitgliedern, die bei der Kommunalwahl am 9. Juni 2024 in einer personalisierten Verhältniswahl gewählt wurden, und dem hauptamtlichen Bürgermeister als Vorsitzendem.
Die Sitzverteilung im Verbandsgemeinderat:
| Wahl | SPD | CDU | Grüne | FDP | FWG | Gesamt   |
| ---- | --- | --- | ----- | --- | --- | -------- |
| 2024 | 9   | 8   | 3     | –   | 12  | 32 Sitze |
| 2019 | 12  | 8   | –     | 2   | 10  | 32 Sitze |
| 2014 | 12  | 9   | –     | 1   | 10  | 32 Sitze |
| 2009 | 12  | 9   | –     | –   | 11  | 32 Sitze |
| 2004 | 12  | 10  | –     | –   | 10  | 32 Sitze |

- FWG = Freie Wählergruppe der Verbandsgemeinde Lingenfeld e. V.

### Bürgermeister
| Jahr      | Name          | Partei |
| --------- | ------------- | ------ |
| 1972–1976 | Herbert Haaff |        |
| 1976–1981 | Bruno Ulrich  |        |
| 1981–1995 | Hans Spann    |        |
| 1995–2011 | Jürgen Thomas | FWG    |
| seit 2011 | Frank Leibeck | SPD    |

Bei der Direktwahl am 26. Mai 2019 wurde Frank Leibeck mit einem Stimmenanteil von 68,36 % für weitere acht Jahre in seinem Amt bestätigt.

### Wappen
Die Wappenbeschreibung lautet: „In von Schwarz und Silber geteiltem Schildbord von Silber und Rot geteilt, oben über einem mit vier schwarzen Spitzen spickelweise gestückten silbernen Balken ein schwarzer Großbuchstabe L, beseitet rechts von einem blauen Hufeisen mit abwärts gekehrten Stollen, links von einer blauen Traube, unten über silbernem Dreiberg, darin ein rotes W, rechts ein silberner Ring, durch einen silbernen Balken geteilt und oben durch einen silbernen Pfahl gespalten, in der unteren Hälfte ein schwebendes achtspitziges silbernes Johanniterkreuz, links ein silbernes Gemarkungszeichen in Form eines doppelschäftigen von einem Reichsapfel überhöhten geschwungenen Großbuchstaben A.“
Das Wappen wurde 1984 von der Bezirksregierung Neustadt genehmigt und enthält Elemente der Wappen der Ortsgemeinden.